# Архимандрит Лазар (Ранковић)
Лазар (световно Лаза Ранковић; Александровац, 24. август 1937 — Манастир Витовница, 28. март 2020) био је православни архимандрит и игуман Манастира Витовнице.

## Биографија
Архимандрит Лазар (Ранковић) рођен је 24. августа 1937. године у Александровцу код Пожаревца, од побожних родитеља земљорадник,као шесто дете.
Замонашен је 1955. године од стране оца Тадеја Штрбуловића у Манастиру Витовници код Петроваца на Млави. Дипломирао је на богословском факултету  у Београду.
Отац Лазар је дуго службовао у Раброву код Кучева, од 1974. до 1990. године. После смрти игумана Манастира Витовнице архимандрита Тадеја Штрбуловића 13. априла 2003. године јеромонах Лазар постаје старешина Манастира Витовнице.
Примио је велику схиму 2015. године и био је један од неколицине великосхимника у Српској православној цркви. Упокојио се у Господу 28. марта 2020. године у Манастиру Витовница где је сахрањен код оца Тадеја Штрбуловића.